# 199677 Terzani
199677 Terzani è un asteroide della fascia principale. Scoperto nel 2006, presenta un'orbita caratterizzata da un semiasse maggiore pari a 2,8861732 UA e da un'eccentricità di 0,1345970, inclinata di 17,92527° rispetto all'eclittica.
L'asteroide è dedicato allo scrittore italiano Tiziano Terzani.